# Tom Katt
David Papaleo (artísticamente Tom Katt), es un fisicoculturista y actor pornográfico gay estadounidense nacido el 21 de enero de 1970.
Hizo muchas películas homosexuales pornográficas. Pero también hizo alguna bisexual. Mide 1,70 m. Ha estado casado, ha sido gay, y posteriormente se declaró bisexual.

## Biografía
Tom se hizo mundialmente conocido en el 2006, cuando decidió dejar su profesión como actor porno gay y cambiar radicalmente convirtiéndose en pastor protestante al "sentir la llamada de Dios". Este hecho sorprendió al mundo entero. Mantuvo una relación con un actor gay pero por problemas personales terminaron.

## Videografía(Por Estudio)

### ComoTom Katt
| Estudio                           | Año  | Título                                      | Actores |
| --------------------------------- | ---- | ------------------------------------------- | --- |
| All Worlds Video                  | 1998 | Link 2 Link                                 | Corey Jay, Jared Wright, Tom Katt, Daryl Brock, Cole Tucker, Trenton Comeaux, Kyle McKenna, Jacob Scott, Tyson Cane, Peter Wilder, Zachery Scott, Paul Carrigan, Alex Stone, Maverick Reynolds, JT Sloan, Mitchell Stack, KJ Rogers, Mitch Sander, Billy Dare, Frank Parker, Mason Jarr, Jack Steele, Christian Knight, Jake Andrews |
| All Worlds Video                  | 1998 | Link 2 Link: Director's Cut                 | Cory Jay, Jared Wright, Tom Katt, Daryl Brock, Cole Tucker, Trenton Comeaux, Kyle McKenna, Jacob Scott, Tyson Cane, Peter Wilder, Zachery Scott, Paul Carrigan, Alex Stone, Maverick Reynolds, J.T. Sloan, Mitchell Stack, K.J. Rogers, Mitch Sander, Billy Dare, Frank Parker, Mason Jarr, Jake Steele, Christian Knight, Jake Andrews, Arpad Miklos |
| All Worlds Video                  | 2001 | Conquered                                   | Billy Herrington, Tom Katt, Andel, Blake Harper, Casey Williams, Colton Ford, Jay Ross, Nino Bacci, Tino López, Trent Cougar |
| All Worlds Video                  | 2001 | The Missing Link                            | Nino Bacci, Troy Banner, Dex Black, Jay Black, Alex Burbon, Steve Cassidy, Deacon Frost, Lance Gear, Blake Harper, Adam Hart, Chad Hunt, Marcus Iron, Brandon James, Joshua Kater, Tom Katt, Logan Krewe, Tom Lynx, Erick Martins, Brad McGuire, Mondo Moore, Carlos Morales, Aaron Parker, Jackson Price, Mike Radcliffe, Peter Raeg, Scott Ramm, Mark Reed, Jay Ross, Mitch Ryder, Rex Sterling, Evan Taylor, Tigger, Jeremy Tucker, Brandon Warner, Adam Wolfe, Kenny Wolfe                  |
| All Worlds Video                  | 2001 | The Missing Link: Director's Cut            | Nino Bacci, Troy Banner, Dex Black, Jay Black, Alex Burbon, Steve Cassidy, Deacon Frost, Lance Gear, Blake Harper, Adam Hart, Chad Hunt, Marcus Iron, Brandon James, Joshua Kater, Tom Katt, Logan Krewe, Tom Lynx, Erick Martins, Brad McGuire, Mondo Moore, Carlos Morales, Aaron Parker, Jackson Price, Mike Radcliffe, Peter Raeg, Scott Ramm, Mark Reed, Jay Ross, Mitch Ryder, Rex Sterling, Evan Taylor, Tigger, Jeremy Tucker, Brandon Warner, Adam Wolfe, Kenny Wolfe, Ricky Martínez) |
| BG Enterprise                     | 1997 | Fantasy Fight 4                             | Tom Katt, Steve Marks |
| BG Enterprise                     | 2001 | Body Worship 37                             | Tom Katt, Rocky |
| BG Enterprise                     | 2001 | Fantasy Fight 21                            | Tom Katt, Rocky |
| BG Enterprise                     | 2002 | Ultimate Body Worship 1                     | Tom Katt, Dane Brando |
| BG Enterprise                     | 2003 | Ultimate Body Worship 3                     | Tom Katt, Stonie |
| Big Blue Productions              | 2001 | Crash Of The Titans                         | Rico Dulce, Vincenzo Titan, Tony Valentino, Rocky, Thor, Dave Nelson, Hans Ebson, Giovani Corleone, Tom Katt |
| Big Blue Productions              | 2002 | Cowboy                                      | Caesar, Brad Rock, Tom Katt, Rhett O'Hara, Dane Brando, Sal Lombardi, Staten McCormack, Ray Stone, Kelly Madison, Evan Taylor |
| Big Blue Productions              | 2003 | Lords Of The Ring                           | Tom Katt, Jim Slade, Jake Gianelli, Nick Lord, Rico Dulce, Kelly Madison, Glenn Matthews, Damian Steele, Blue Blake, Jerry Banks, Evilynne |
| Big Bone Productions              | 1993 | Cellblock Sinner                            | Tom Katt, Chris Stone, Karl Thomas, Jamie Hendrix, Mark Andrews, Richard Granger, Chance Caldwell, Chris Pfieffer |
| Can-Am Productions / Zeus Studios | 1998 | Fetish Sex Fights One                       | Anthony Gallo, Tom Katt, Steve Cannon, Kyle Brandon, Joey D'Falco, Dax Kelly |
| Catalina Video                    | 1993 | Behind The Barn Door                        | Blade Thompson, Rush Addams, Todd Marshall, Rick Bolton, Bo Summers, Tom Katt, Joey Morgan, Jason Andrews, Cory Evans |
| Catalina Video                    | 1993 | Good Vibrations                             | Dirk Van Damme, Eric Evans, Matt Mitchell, Tom Katt, Michael Ashley, Randy White, Michael Brawn, Rush Addams, Nick Manetti, Steve Cody |
| Catalina Video                    | 1993 | Idol Thoughts                               | Ryan Idol, Tom Katt, Chick Hunter, Jon Vincent, Karl Thomas, Max Holden, Mitch Taylor, Rob Cryston, Shawn Justin |
| Catalina Video                    | 1993 | Palm Springs Paradise                       | Bo Summers, Joey Morgan, Tom Katt, Aiden Shaw, Steve Regis, Randy Mixer, Jason Andrews |
| Catalina Video                    | 1993 | Stargazing 3                                | Tom Katt, Chuck Hunter, Shawn Justin, Steve Cody, Michael Brawn, Jason Andrews |
| Catalina Video                    | 1993 | Wet and Wild                                | Joey Morgan, Aiden Shaw, Tom Katt, Randy White, Rob Cryston, Bill Wadkins, Ren Lickitt, Jason Andrews, Mr. Ed |
| Catalina Video                    | 1994 | Secret Sex 2: The Sex Radicals              | Derek Cruise, Tom Katt, Daryl Brock, Zak Spears, Rod Majors, Keller Hyde, Rob Cryston, Chad Donovan |
| Catalina Video                    | 1994 | The Best Of Bo Summers                      | Bo Summers, Tom Katt, Randy Mixer, Joey Morgan, Ted Matthews, Todd Marshall |
| Catalina Video                    | 1995 | Come And Get It                             | Ty Fox, Derek Cruise, Tom Katt, Chad Donovan, Tanner Reeves, Patrick Ryan, Rod Majors, York Powers, Mark West |
| Catalina Video                    | 1995 | The Best Of Tom Katt                        | Tom Katt, Michael Ashley, Daryl Brock, Randy White, Bo Summers, Rush Addams, Derek Cruise |
| Catalina Video                    | 1996 | The Best Of Ty Fox                          | Ty Fox, Tim Barnett, Bruce Spalding, Tom Katt, Scott Harman, Derek Cruise |
| Falcon Studios                    | 1993 | The Abduction Series, Part II: The Conflict | Zak Spears, Jesse Tyler, Jake Andrews, Chance Caldwell, Randall Maxxon, Tom Katt, Trent Reed, Chuck Barron, Michael D'Amours, Ray Butler, Greg Ross, Brad Stone, Joe Magnum, Ty Russell, Bo Summers, Rob Cryston, Max Holden, Scott Davis, Grant King, Shawn Justin, Clint Benedict, Cliff Parker, Scott Russell, Tim Barnett, Steve Maverick, Ren Adams, Jarod Clark, Devon Rexman |
| Falcon Studios                    | 1993 | The Abduction Series, Part III: Redemption  | Brad Stone, Zak Spears, Jesse Tyler, Jake Andrews, Chance Caldwell, Jarod Clark, Chip Daniels, Trent Reed, Tom Katt, Chuck Barron, Michael D'Amours, Randall Maxxon, Steve Maverick, Grant King, Max Holden, Scott Davis, Clint Benedict, Max Taylor, Cliff Parker, Ren Adams, Devon Rexman |
| Falcon Studios                    | 1995 | Full Length                                 | Sean Davis, Glenn McAllister, Tom Katt, Jeff Hamilton, Jarod Clark, Chuck Hunter, Chip Daniels, Matt Gunther, Eddie Resi, Ray Butler |
| Falcon Studios                    | 2007 | The Best Of Brad Stone                      | Brad Stone, Chip Daniels, Zak Spears, Brad Mitchell, Cody Foster, Brandon Reeves, Rod Majors, Jake Andrews, Tony Hampton, Tom Katt, Clint Benedict, Michael D'Amours, Steve Maverick, Devon Rexman |
| Forest Films / Premier Pictures   | 2002 | Brad'$ Buddie'                              | Tom Katt, Scott Bradley, Trent Austin, Adam Hart, Jason McCain, Rocky, Rod Barry, Dane Brando, Jack Ryan, Jeremy Tucker |
| Forum Studios                     | 1995 | How to get a Man in Bed                     | Tom Katt, Marco Rossi, Josh Sterling, Jackson Phillips, Brian Maxx, Karl Thomas, Matt Raven, Shawn Adams y otros. |
| Forum Studios                     | 1995 | Leather Obsession                           | Tom Katt, Joshua Sterling, Joe Magnum, Max Stone, Joe Romero, Billy Slater, Brad Eriksen y otros. |
| Forum Studios                     | 1995 | The Visit                                   | Tom Katt, Marcelo Reeves, Cory Evans, J.T. Sloan, Chris Taylor, Rick Drake, Dean Johnson, Dallas Taylor, Spencer Allan |
| Forum Studios                     | 1997 | The Best Of Leather Part 2                  | Gianfranco, Tom Katt, Josh Sterling, Mr. Mask, Joe Romero, Joe Magnum, J.T. Sloan, Dino Phillips, Hank Hightower, Rick Drake, Keith Black |
| Forum Studios                     | 1997 | Tom Katt.                                   | Tom Katt, Marco Rossi, Cory Evans, Joe Romero, Joe Magnum, Max Grand |
| Forum Studios                     | 1997 | Wet Warehouse part 2: Drenched              | Tom Katt, Max Grand, Dax Kelly, Adam Wilde, Sean Dickson, Brent Cross, Eduardo, Joe Kent, Anthony Mengetti |
| Forum Studios                     | 2004 | Grand Slam: The Best Of Max Grand           | Max Grand, Cort Stevens, Chase Allen, Eric Woods, Kyle Hunter, Tom Katt, Paul Carrigan |
| HIS Video                         | 1993 | Body Search                                 | Tom Katt, Rick Bolton, Jack Dillon, Jay Corey, Johnny Rahm, Steve Regis, Wes Daniels |
| HIS Video                         | 1995 | Total Corruption 2: One Night In Jail       | Tom Katt, Scott Randsome, Hank Hightower, Blade Thompson, Tony Bronco, Adam Wilde, Vic Hall, Karl Bruno, Jordan Young, Taylor Perrelli, Hancock Blue, Chris Dano, Shane Cannon, Anita Cigar |
| HIS Video                         | 1998 | Male Tales: The Interactive Game            | Chris Green, Tom Katt, Jack Dillon, Rob Cryston, Vince Rockland, Scott Randsome, Rick Bolton, Aaron Austin |
| Huge Video                        | 2002 | Submission 2                                | Tom Katt, Sky Donovan |
| Inferno Films                     | 1998 | Cop Corruption                              | Tom Katt, Paul Carrigan, Patrick Ives, Hank Tower, Rob Jones, Johnny Davidson |
| Jack Video                        | 1993 | Muscle Talk                                 | Tom Katt, Mark Reynolds, Eric Lane, Jesse Tyler, Karl Thomas, David Griffin, Josh Taylor, Ted Garrett |
| Ken Ryker Films                   | 2003 | Ryker's Web                                 | Ken Ryker, Anthony Holloway, Rocky, Rhett O'Hara, Chris Taylor, Drew Larson, Johnny West, Tom Katt, Tino López, Trent Atkins, Ian Gabriel, Billy Herrington |
| Mack Studios                      | 1992 | Splash Tops                                 | Jake Andrews, Blade Thompson, Derek Masters, Tom Katt, Aaron Austin, Brett Ford, Mark Steel, Chip Matthews |
| Mack Studios                      | 1992 | Toolkit                                     | Trent Reed, Jake Andrews, Richard Granger, Tom Katt, Marc Saber, Karl Thomas, Chip Daniels, Domino |
| New Age Pictures                  | 1997 | Red, White & Blue                           | Blue Blake, Tom Katt, Derek Cameron, Rip Stone, Blade Thompson, Paul Carrigan, Cody Whiler |
| Odyssey Men Video                 | 1993 | Hard Body Video Magazine                    | Wes Daniels, Jack Off, Damien Michaels, Tom Katt, Max Holden, Rob Cryston, Tyler Scott, Tanner Reeves, Zak Spears |
| Pride Video                       | 1994 | Bad Boys Ball                               | Kris Lord, Tom Katt, Jeff Hammond, Rev Sutton y otros. |
| Stallion Video                    | 1996 | The uninhibited                             | Aaron Austin, Chris Stone, Gene Lamar, Hank Hightower, Matt Windsor, Patrick Ives, Tom Katt, Tony Funz |
| Thrust Studios                    | 1997 | Alley katt                                  | Tom Katt, Rick Estevens, Ty Davenport, Paul Morgan, Chaz Carlton, Chris Dane, Joey Stevens, Todd Shane |
| U.S. Male                         | 1998 | Men Of Magnum                               | Tom Katt, Dino DiMarco, Matthew Anders, Mike Kroner, Brad Hanson, Dirk Adams, Sweet Williams, Hawk McAllister, Troy Steele, Corey Cox, Andre Bolla, Jack Simmons, Mark Horner |
| Vizuns Video                      | 1992 | Dorm Fever                                  | Tom Katt, Gary Dean, Tracey North, Marc Saber, Robbie Fox, Rod Garetto, Casey O'Brian, Paris |
| Zeus Studios                      | 1998 | Sex Gods                                    | Tom Katt, Trenton Comeaux |

### ComoThom Payne
| Estudio        | Año  | Título             | Actores |
| -------------- | ---- | ------------------ | --- |
| Fox Studio     | 1993 | Cuming Attractions | Scott Randsome, Ace Harden, Thom Payne, Randy Bastarde, Chance Caldwell                                                           |
| Sierra Pacific | 1993 | Heaven Too Soon    | Thom Payne, Chad Knight, Chance Caldwell, Trevor Hansen, Brett Winters, Drew Kelly, Rick Coleman, Rocque, Ace Moorcock            |
| Sierra Pacific | 1992 | Raising Hell       | Thom Payne, Jason Ross, Chance Caldwell, Trevor Hanson, Matt Gunther, Rick Coleman, Randy Rider, Drew Kelly, Rocque, Ace Moorcock |
| Tyger Films    | 1993 | Payne In The Ass   | Thom Payne, Gary Dean, Randy Mixer, Tony Bronco, Mark Andrews, Tony Belmonte, Ross Garrett                                        |